# Herbert Göring
 Herbert Ludwig Wilhelm Göring (* 9. Dezember 1889 in Kettwig; † 1947) war als Vetter Hermann Görings in der Zeit des Nationalsozialismus Mitglied in zahlreichen Aufsichtsräten.

## Leben
Herbert Göring war 1933 zunächst im Preußischen Staatsministerium beschäftigt, ehe er 1934 als Generalreferent ins Reichswirtschaftsministerium wechselte. Zum 3. Juni 1934 trat er als Untersturmführer der SS bei (SS-Nummer 214.974) und wurde zum 20. April 1939 in den Rang eines SS-Obersturmbannführers befördert, er war dem Stab des SS-Hauptamtes zugeordnet. Er gehörte dem Freundeskreis des Reichsführers SS, Heinrich Himmler, an. 1935 erhielt er vom Großindustriellen Otto Wolff einen Kredit über „100 Mille“ also über 100.000 Reichsmark, wie aus einem Brief Görings hervorgeht.
Göring bekleidete zahlreiche Positionen in Industriebetrieben, unter anderem war er
- Leiter der Vereinigten Stahlwerke Berlin (1938)
- Verwaltungsratsvorsitzender Weser-Flugzeugbau GmbH
- Aufsichtsratsmitglied Deutsche Schiff- und Maschinenbau AG (Deschimag)
- Asphaltfabrik Schlesing Nachfolger
- Continental-Asphalt AG
- Schering AG
- Colonia Versicherung Köln
- Nordstern Versicherung Berlin,
- Reichswerke AG für Erzbergbau und Eisenhütten „Hermann Göring“

Von 1944 bis zum Kriegsende war er in Haft. Er starb vermutlich 1947 in sowjetischer Gefangenschaft.

## Schriften
- Ich muß dabei sein!, Als "Bäckergeselle" von Spanien an die Westfront., Berlin 1936.